# Mariano V de Arborea
Mariano V de Arborea ou Mariano V Doria (Castelsardo, 1378, 1379 ou 1386 — 1407), foi juiz-rei de Arborea a partir de 1387, sob regência da mãe, Leonor de Arborea, até 1392, coincidindo com a promulgação da atualização da Carta de Logu. Era o irmão mais novo do juíz-rei Frederico de Arborea, que faleceu com somente dez anos, tendo o governo do julgado sido suportado pela mãe.

## Biografia
Mariano nasceu em Castelgenovese (agora Castelsardo) em 1378, 1379 ou 1386, sendo filho de Leonor e Brancaleone Doria, um nobre genovês. A morte violenta do seu tio Hugo III de Arborea e da filha Benedita, fez com que Mariano e o seu irmão Frederico, fossem reconhecidos como legítimos herdeiros do julgado, sob a regência de sua mãe, por intercessão da mesma junto da assembleia eletiva (Coroa de Logu). Na realidade o herdeiro óbvio seria Guilherme I de Narbona, filho de Beatriz, irmã mais velha de Leonor. Por isso a sua mãe teve de enfrentar os pretendentes para garantir imediatamente o reino para o seu filho e derrotar os insurgentes. Além disso, o pai de Frederico, Brancaleone, que na época estava na corte de Aragão, foi preso por ordem do rei Pedro IV de Aragão. Em 1387 seu irmão morreu e, em seguida, Mariano tornou-se no único herdeiro, enquanto a mãe continuou a luta contra a Coroa de Aragão e a regência.
A 24 de janeiro de 1388, após longas negociações, foi assinado uma paz entre Aragão e Arborea. Segundo o acordo foram devolvidas para a Coroa de Aragão "cidades, vilas e lugares ocupados pelos juízes de Arborea anteriores". Brancaleone, no entanto, só foi libertado a 1 de janeiro de 1390.
Em 1391 Mariano acompanhou o seu pai nas ocupações de Sassari e Osilo, tendo o seu pai depois continuado sozinho a conquista pelos castelos vizinhos
Com a promulgação da Carta de Logu em 1392, foi anunciada também a sua maioridade. Como seu primeiro ato, ele reafirmou uma vez que os acordos já estabelecidos com Aragão, mas o poder efetivamente permaneceu quase sempre nas mãos dos pais. A mãe, Leonor, sucumbiu, de peste, possivelmente em Oristano, a 23 de setembro de 1404.
Mariano V morreu de peste três anos depois , em 1407, sem deixar herdeiros diretos e causando assim uma crise de sucessão, que foi resolvida em favor de Guilherme II de Narbona, neto da sua tia Beatriz, e filho do pretendente Guilherme I.
O seu pai sobreviveu-lhe dois anos, falecendo em 1409, em Castelsardo.